# 拉平塔達區
拉平塔達區（西班牙語：Distrito de La Pintada），是巴拿馬的一個行政區，位於該國中部，由科克萊省負責管轄，始建於1848年，面積1,030平方公里，2010年人口25,639，人口密度每平方公里24.89人。
8°36′4″N 80°26′56″W / 8.60111°N 80.44889°W